# Sternbenennung
Die Internationale Astronomische Union (IAU) ist die in der Astronomie international anerkannte Autorität für die Zuweisung von Bezeichnungen zu Sternen und anderen Himmelskörpern. Viele der heute bekannten Sternnamen stammen noch aus der Zeit vor der Gründung der IAU. Andere Namen, hauptsächlich für veränderliche Sterne einschließlich Novae und Supernovae, werden ständig neu hinzugefügt. Die meisten der unzähligen Sterne haben jedoch keinen Namen und werden – falls überhaupt – mit Hilfe von Katalognummern gekennzeichnet. Im Folgenden wird ein knapper Überblick über verschiedene Methoden der Sternbenennung (Astronymie) gegeben.

## Eigennamen
Viele der helleren oder aus anderen Gründen interessanten Sterne besitzen Eigennamen. Die meisten stammen aus dem Arabischen, wie z. B. Algol oder Ras Algethi, es gibt aber auch einige mit lateinischen Namen, wie Polaris oder Regulus, und einige tragen neben den arabischen bzw. lateinischen auch einen deutschen Namen, wie der Hundsstern oder das Reiterlein. Sterne sind zum Teil auch nach ihren Entdeckern benannt, wie etwa Barnards Pfeilstern oder Kapteyns Stern.
Siehe auch: Liste von Sternennamen – eine Aufzählung bekannter historisch bedingter Eigennamen
Siehe auch: Liste deutscher Wörter aus dem Arabischen – mit genauer Namensherkunft (Etymologie) wichtiger Sterne
Seit 2016 werden von der IAU die Eigennamen von Sternen katalogisiert und standardisiert, und diese dann im IAU Catalog of Star Names (IAU-CSN) veröffentlicht. Bis 2024 wurden insgesamt 472 Eigennamen darin erfasst. Der Katalog wird laufend erweitert. Darüber hinaus werden von der IAU Working Group on Star Names (WGSN) in periodischen Abständen in Bekanntmachungen die Erweiterungen des Katalogs gesammelt bereitgestellt.

## Bayer/Flamsteed-Code
Die Nomenklatur für die freisichtigen Sterne folgt einem Schema wie bei Alpha Centauri nach dem Sternbild des Zentauren.
Johann Bayer führte dieses heute noch weit verbreitete System der Bezeichnung der helleren Sterne eines jeden Sternbilds mittels griechischer und vereinzelt auch lateinischer Buchstaben ein. Dies wird im Artikel über die Bayer-Bezeichnungen genauer ausgeführt. Nach der Bayer-Bezeichnung erhält der hellste Stern der jeweiligen Konstellation die Bezeichnung α, der zweithellste β, und so weiter.
Ein ähnliches System ersann John Flamsteed, indem er die Sterne der Sternbilder nummerierte, wobei er aber die Nummern nach Rektaszension ordnete. Es kommt heute meist dort zum Einsatz, wo keine Bayer-Bezeichnung existiert und wird im Artikel über Flamsteed-Bezeichnungen beschrieben. Der Flamsteed-Katalog enthält 2554 Sterne, die während der Erstellung des Kataloges vom Süden Englands aus sichtbar waren; somit sind Sterne des Südhimmels kaum vertreten.

## Bezeichnung veränderlicher Sterne
Veränderliche Sterne ohne Bayer-Bezeichnung werden mit speziellen Bezeichnungen versehen. Der erste Veränderliche innerhalb einer Konstellation heißt R, der nächste S, dann T und so weiter (z. B. R Doradus). Als dies mit den verbesserten astrofotografischen Möglichkeiten nicht mehr ausreichte, wurden zweistellige Bezeichnungen eingeführt (z. B. VY Canis Majoris). Heutzutage werden neu entdeckte Veränderliche mit einem vorangestellten V fortlaufend nummeriert (z. B. V452 Scuti). Dieses System wird im Artikel über die Benennung veränderlicher Sterne näher erklärt.

## Katalognummern
Bei Fehlen einer besseren Methode zur Benennung eines Sterns werden im Allgemeinen Katalognummern der wichtigen Sternkataloge eingesetzt. Bei der Unzahl von Sternen, die allein in unserer Milchstraße bekannt sind, ist dies auch das einzige praktisch durchführbare Verfahren, das zudem die eindeutige Identifikation und Wiederauffindbarkeit auf einheitliche Art und Weise gewährleistet. Zu diesem Zweck existieren viele verschiedene Sternkataloge, die teils von beobachtenden Astronomen zusammengestellt wurden, teils aber auch in automatischen Vermessungsprojekten durch spezielle Satelliten und große Observatorien gesammelt wurden. Während etwa der Hipparcos-Katalog die Objekte fortlaufend nummeriert, sind die Objekte des Two Micron All Sky Survey nach ihrer Rektaszension und Deklination benannt.

## Sterntaufe
Es sei noch angemerkt, dass es einige Unternehmen und auch Sternwarten gibt, die Kunden anbieten, Sterne nach deren Wünschen zu benennen. Bei einer Sterntaufe wird ein durch eine Katalognummer bezeichneter Stern mit einem selbstgewählten Namen meistens für Geld benannt. Diese Benennungen haben allerdings keinerlei wissenschaftliche oder offizielle Bedeutung und existieren nur in der firmeneigenen Liste oder Webseite und auf einem dem Kunden gelieferten Ausdruck. Es handelt sich also um eine rein symbolische Geste, die grundsätzlich jeder selbst durchführen kann.